# Dominic Parsons
Dominic Edward Parsons, né le 8 septembre 1987 à Westminster, est un skeletoneur britannique, médaillé olympique en 2018. 

## Carrière
Au départ, il est un coureur de 400 mètres en athlétisme. En 2007, Adam Pengilly l'introduit au skeleton, avant de concourir aux Championnats du monde junior, où il compte deux quatrièmes places en 2009 et 2010.
Surnommé Dom, Il démarre en Coupe du monde en 2012 et a atteint son premier podium à ce niveau en novembre 2013 à Calgary, en se classant troisième. Ensuite, il participe à ses premiers Jeux olympiques à Sotchi et termine dixième. Aux Championnats du monde 2015, il prend la septième place, soit son meilleur résultat en mondial. Il se classe cinquième du classement général de la Coupe du monde cette année, ainsi que la saison suivante.
Aux Jeux olympiques d'hiver de 2018, il devient avec le bronze le premier médaillé masculin en skeleton de son pays depuis John Crammond en 1948. Il a notamment bénéficié d'apports technologiques pour sa combinaison et sa luge, pour monter sur son premier podium depuis cinq ans, malgré une blessure à la cheville qui réduit sa vitesse au départ. 
Alors qu'il a pris une pause pour finir son doctorat d'ingénieur en mécanique à l'Université de Bath, il prend sa retraite sportive en décembre 2019.

## Vie privée
Il est en couple avec la skeletonneuse australienne Jackie Narracott.

## Palmarès

### Jeux olympiques d'hiver
- 10e aux Jeux olympiques d'hiver de 2014 à Sotchi.
- Médaille de bronze aux Jeux olympiques d'hiver de 2018 à Pyeongchang.

### Championnats du monde
- Meilleur résultat : 7e en 2015 à Winterberg.

### Coupe du monde
- Meilleur classement général : 5e en 2015 et 2016.
- 1 podium.